# Procesija svete krvi u Bruggeu
Procesija svete krvi u Bruggeu ili Brugges Schoonste Dag (nizozemski za „Najljepši dan u Bruggeu”) je velika katolička procesija na Uzašašće u belgijskom gradu Bruggeu (Zapadna Flandrija), koja potječe još od srednjeg vijeka. 
Središnji dio procesije je Krv Kristova, zgrušana krv Krista u zlatnoj relikviji koje postaje tekuća na blagdan Uzašašća. Nju je je prema predaji skupio Sveti Longin s Isusova tijela, a iz Jeruzalema ju je donio vojvoda Flandrije, Baudouin V. (1012. – 1067.). On je dio krvi dao svojoj sestri Juditi, vojvotkinji Bavarske, te se slična procesija Kristove krvi održava i u Weingartenu. 
Relikvija se pronosi ulicama Bruggea u procesiji u kojoj sudjeluje više od 1.700 pješaka koji rekonstruiraju prizore povijesnih (poput povratka vojvode Thierryja iz Drugog križarskog rata 1150. god.) i biblijskih događaja. Na čelu, noseći relikviju, idu pripadnici Bratstva svete krvi koje prati limena glazba, te pjevački zborovi, plesne skupine (kao što je plesno kazalište Aglaja), životinje (od gusaka do deva), ukrašena kola koje vuku konji, te kratke drame s mnogim glumcima koje se igraju svakih nekoliko sati. No, procesija je zadržala vjerski karakter jer u njoj sudjeluju prije svega brojni biskupi, svećenici i časne sestre iz Belgije, ali i iz cijelog svijeta. Različite skupine građana pohodi relikviju i na kraju procesija završava ceremonijalnom molitvom.
Sudionici predstavljaju sva godišta, obiteljske i društvene zajednice grada, a neki građani u njoj sudjeluju svake godine posljednjih 40, pa čak i 50 godina. Samu procesiju prati i do 60.000 gledatelja, uključujući brojne emigrante iz Bruggea.
Kako je ova procesija živahan primjer kako kolektivna ceremonija može ujediniti grad kroz uzbudljivo iskazivanje povijesti i vjerovanja, procesija svete krvi u Bruggeu je upisana na UNESCO-ov popis nematerijalne svjetske baštine u Europi 2009. god.
- Procesija svete krvi u Bruggeu 2010. god.
- Gospa, svibanj 2010.
- Novi zavjet kroz ples
- Procesija svete krvi u Bruggeu 2011. god.
- Kanopus relikvije u procesiji

## Vanjske poveznice
- Binche: from the conquistadores to the ‘Gilles’, Babel International)  Arhivirana inačica izvorne stranice od 27. rujna 2007. (Wayback Machine) (engl.)
- Službene stranice karnevala u Aalstu (nizoz.)